# Maestro di Castelseprio
Le Maestro di Castelseprio désigne un maître anonyme italien actif au VIIIe ou au  IXe siècle, l'auteur des fresques de l'église Santa Maria Foris Portas à Castelseprio, dans la province de Varese, en Lombardie.

## Détails des œuvres dans l'églis
- Registre supérieur
  - Annunciazione
  - Visitazione
  - Prova delle acque amare
  - Sogno di Giuseppe
  - Andata a Betlemme.
  - Cristo benedicente.

- Registre inférieur :
  - Adorazione dei Magi
  - Natività
  - Presentazione al Tempio
  - plusieurs scènes difficilement identifiables

- Contre-façade de l'abside :
  - Angeli in volo con lo scettro e il globo,
  - médaillon avec une étimasie (trône vide du Christ).